# Институт по физика на твърдото тяло „Академик Георги Наджаков“
Институтът по физика на твърдото тяло „Акад. Георги Наджаков“ (ИФТТ) е самостоятелно подразделение на Българската академия на науките. Специализиран е във фундаментални и приложни изследвания по физика на кондензираната материя, оптика, спектроскопия и лазерна физика.
Основните научни и научно-приложни постижения на Института са в областта на квантовата теория на твърдото тяло, теорията на фазовите преходи, свръхпроводимостта и свръхпроводящите материали, физиката на ниските температури, микроелектрониката и микроакустиката, физиката на течните кристали, физиката на живата материя, изследването на структурата и свойствата на кристални и аморфни материали, физиката на атома и плазмата, нелинейната, интегралната и влакнестата оптика, физиката на лазери с метални пари.
Към 2009 г. научният състав на Института по физика на твърдото тяло при БАН се състои от 132 души (3 академици, 1 член-кореспондент, 1 професор, 16 старши научни сътрудници I степен, 65 старши научни сътрудници II степен и 46 научни сътрудници). 25 са доктори на науките и 90 доктори, които работят като консултанти и експерти на национално и международно ниво.

## История
Институтът по физика на твърдото тяло при БАН е създаден през 1972 г. с постановление на Министерския съвет. Негов създател и пръв директор е академик Милко Борисов

 (1973 – 1991). Професор дфн Николай Киров е вторият директор на ИФТТ (1991 – 1999). От 1999 г. до 2015 г. директор на Института по физика на твърдото тяло е академик Александър Г. Петров. От 2015 г. директор е професор доктор на физическите науки Хассан Шамати. На 17 октомври 2022 година Институтът чества 50 години от създаването си 

### Музей
Музеят по история на физическите науки в България  възниква в началото на 80-те години на 20 век, когато в Института по физика на твърдото тяло под ръководството на Милко Борисов започват документални изследвания върху историята на физическите науки в България. Той работи съвместно с Христина Стойчева, Пенка Лазарова, Малко Герджиков. С Владимир Кусев създават кабинет музей на академик Георги Наджаков с решение на директорския съвет на ИФТТ – БАН. Уредници на кабинета музей последователно са Владимир Кусев (1981 – 1983) и д-р Александър Ваврек (1983 – 2000). Част от събраните експонати са показани на изложба в Националния политехнически музей в София от 12 до 30 ноември 1987 година.
От 2000 година се нарича Музей по история на физическите науки в България с решение на научния съвет на ИФТТ – БАН. Изработен и приет е Правилник за дейността на музея (12 март 2001 г.).
Съорганизатори на Музея са Съюзът на физиците в България, Софийският клон на Съюза на физиците, Физическата секция на Съюза на учените в България.
Постоянна изложба, посветена на академик Георги Наджаков е създадена през 2006 година, която е отворена за посещение.
Документалният фонд за академик Георги Наджаков е създаден в резултат на дарението на дъщеря му доц. д-р Елка Наджакова и семейството на сина му Емил Наджаков.
Музеят съхранява документи, апарати и книги, принадлежали на български физици (Г. Наджаков, М. Борисов, Е. Наджаков, Р. Андрейчин, Д. Стоянов, Е. Леяровски, Н. Пашов, Й. Пачева, К. Стаменов, Й. Рангелов, Л. Младжов, А. Ваврек, А. Пеева, В. Кусев), от лаборатория Квантова електроника на Института по електроника, копия и най-вече оригинали на книги, издадени през 19 и 20 век.

## Направления
През 2022 година научните направления в Института по физика на твърдото тяло са шест: Теория, Функционални материали и наноструктури, Нанофизика, Физика на меката материя, Физическа оптика и оптични методи и Лазерна физика и Физика на атомите, молекулите и плазмата.

### Лаборатории
Институтът по физика на твърдото тяло при Българската академия на науките има шестнадесет изследователски лаборатории в края на 2011 година (две теоретични и четиринадесет експериментални.
Лабораторията по колективни явления е създадена в Института по физика на твърдото тяло при БАН през февруари 1994 година от професор дфн Димо Узунов.
Лабораторията по електрон-фононни взаимодействия е най-старата физическа лаборатория в Българската академия на науките. Тя е наследник на личната лаборатория на академик Георги Наджаков.
Лабораторията по израстване на кристали възниква под ръководството на академик Милко Борисов в сектора по акустоелектроника и акустооптика на Института по физика на твърдото тяло при БАН. Съществува като самостоятелна лаборатория под ръководството на проф. дфн Марин Господинов от 1982 година.
Лабораторията има разрешение от Министерството на здравеопазването да определя типа на бъбречни камъни.
Лабораторията по биосъвместими материали е нова и перспективна научна област.
Лабораторията по полупроводникови хетероструктури е създадена последователно под ръководството на Петко Камаджиев, Киро Киров и Симеон Симеонов
Лабораторията по физика на околната среда е модерно и актуално ново направление в ИФТТ – БАН.
През 2022 година броят на лабораториите е девет (един теоретичен отдел и осем експериментални лаборатории)

#### Теоретичен отдел
Теоретичният отдел е създаден под ръководството на академик Асен Дацев във Физическия институт на БАН през 1970 година.

#### Физика на материалите и ниските температури
Лабораторията по нискотемпературна физика е създадена в Института по физика на твърдото тяло при Българската академия на науките от Евгений Леяровски на 5 юли 1963 година. Професор Саздо Иванов участва в подписването на споразумение за създаването на Международна лаборатория по Силни магнитни полета и ниски температури във Вроцлав Полша през 1968 година.
През 2010 година с OPIT-технологии в лабораторията са създадени сребърнообвити ленти от нови високотемпературни свръхпроводници. Предстои внедряване на технологията. Синтезирани са тънки слоеве от манганати с перовскитна структура и колосално магнитосъпротивление за магнитни памети, командвани със слаби магнитни полета.

#### Физични проблеми на микроелектрониката
Лабораторията по физични проблеми на микроелектрониката е наследник на сектор „Силиций“, създаден във Физическия институт на Българската академия на науките от член-кореспондент Йордан Касабов през 1959 година. Лабораторията достига 40 души и през 1967 година под ръководството на Й. Касабов създава извънакадемичен Централен институт по компоненти, преименуван в Институт по микроелектроника и закрит след 1989 година.

#### Акустоелектроника
Лабораторията по акустоелектроника е създадена в Института по физика на твърдото тяло при Българската академия на науките през 1977 година. Научните изследвания в областта на акустоелектрониката започват под ръководството на академик Милко Борисов.
От 2010 година лабораторията разполага с комплексна технологична линия, на която се изготвят кварцови резонатори – от кварцов кристал до готов прибор. Лабораторията е оборудвана с измерителна апаратура за тяхното охарактеризиране. На тази база са създадени чувствителни сензори за температура и живачни пари.

#### Фотоелектрични и оптични явления в широкозонни полупроводници
Лабораторията по фотоелектрични и оптични явления в широкозонни полупроводници възниква във Физическия институт на БАН под ръководството на Милко Борисов в средата на 20 век. Ръководители на лабораторията последователно са били член-кореспондент Стефан Кънев, професор дфн Елена Ватева, професор дфн Диана Нешева.

#### Течни кристали и биомолекулни слоеве
Лабораторията по биомолекулни слоеве е създадена под ръководството на академик Александър Г. Петров през 1991 година. През 2010 година в Лабораторията са изследвани флексоелектрични ефекти в полимер-диспергирани течни кристали с цел приложението им за прецизни термометри, както и за алармен детектор on-off при пожар.
Лабораторията по течни кристали е създадена от академик Александър Держански през 1968 година.

#### Оптика и спектроскопия
Началото на Лабораторията по оптика и спектроскопия е поставено от професор Парашкева Симова във Физическия институт на Българската академия на науките през 1951 година.

#### Атомна спектроскопия
Лабораторията по атомна спектроскопия е създадена под ръководството на проф. Йорданка Пачева в началото на 60-те години на 20 век. В нея се извършва експертна и методическа помощ при метрологични и медицински изследвания с източници на светлина. За диагностика на археологични артефакти са оборудвани две лаборатории за качествен и количествен спектрален анализ: на базата на лазерно индуцирана плазма (LIBS); и на базата на съчетанието на лазерна аблация и емисионен анализ в кухокатоден разряд (LA-HCD). Експерименталната апаратура се състои от Nd:YAG лазер, оптическа система и регистрация, базирана на оптически многоканален анализатор. Апаратурата е приложима и за изследване на индустриални образци. Съвместно с учени от Физическия факултет на СУ „Св. Климент Охридски“ е създадена високотехнологична експериментална апаратура – „магнито-оптичен капан“, в който със система от стабилизирани диодни лазери атомите на изотопите на рубидий (85Rb и 87Rb) са Доплерово охладени в магнитен капан до температура ~ 0,0001 K.

#### Лазери с метални пари
Лабораторията по лазери с метални пари е създадена в Института по физика на твърдото тяло при Българската академия на науките през 1987 година. Изследванията върху лазери с метални пари започват през 1970 година със създаването на първия хелиево-кадмиев лазер. Следващ етап в развитието на лабораторията е пускането през 1972 година на първия импулсен лазер с медни пари. Забележително развитие е направено през 1974 година с пускането за пръв път в света на медно-бромиден лазер, който е ниско температурен вариант на медния лазер. Лазерът има български патент и е внедрен в производство извън страната. През 2010 година Лабораторията разполага с високомощни лазери с метални пари за прецизна обработка на материали (метали и керамика).

## Апаратура
В Института по физика на твърдото тяло е разположен създаденият преди няколко години Център за изследване на физични свойства на материали, повърхности и структури. Той разполага с два многофункционални прибора – Атомно-силов микроскоп (AFM)
През 2010 година в Института по физика на твърдото тяло е създадена малка технологична линия за рутинни микроелектронни операции и изготвяне на микроелектронни прибори на основата на силиций и тънкослойна технология върху изолационни (в т.ч. керамични) подложки, аналитични установки за изследване на електрофизичните и сензорни характеристики на приборите. Разработени са електронномикроскопски методи за изучаване процесите на йонно модифициране на полупроводници и диелектрици при високодозна имплантация с тежки йони за целите на интегрални схеми със свръхвисока степен на интеграция. За нуждите на оптоелектрониката се разработват сензори на базата на оптични влакна и световоди, индикатори – чернобели, цветни и такива с памет, бързопревключващи бистабилни устройства на базата на многослойни оптични структури.
Фемтосекундната лазерна система служи за генериране и преобразуване на свръхкъси лазерни импулси от ултравиолетовата до инфрачервена област на спектъра (189–2000 nm). Състои се от титан-сапфиров регенеративния усилвател с продължителност на импулса ~35 fs и енергия ~ 6 mJ, оптичен параметричен усилвател и напомпващ лазер със средна изходна мощност над 45 W. Концентрирането на огромно количество енергия в кратък импулс позволява проучване на свръхбързи процеси с добра разделителна способност. Кратките светлинни импулси позволяват изучаването на живи структури без да бъдат увредени и модификации в обема и на повърхността на материал с наноразмери при прецизен контрол на топлинните дефекти.
Системата Nanofab Plasmalab System 100 е многофункционален инструмент за CVD и PECVD процеси. Методът химическо отлагане в газова фаза (CVD) създава твърд слой върху субстрат от химическа реакция в газова фаза на прекурсори, които реагират и се разлагат на повърхността на субстрата. Плазменото стимулирано отлагане на слоеве с разнообразен химически състав варира от аморфно до епитаксиално състояние. Системата е предназначена за подложки с размери 2″ – 8″. Максималната температура на държача на подложката е 1200 °С. В реакционната камера може да се генерирана както радиочестотна (MHz), така и нискочестотна (kHz) плазма. Системата е оборудвана с шест газови линии. Наличните газове са амоняк, ацетилен, метан, кислород, водород, азот и аргон. Апаратурата се използва за производство на графен и въглеродни нанотръбички.
В областта на нанотехнологиите установката TFS 200 служи за отлагане на разнообразни по състав атомни слоеве при температура на плазмата до 400 °С. Тя разполага с 6 газови линии, 4 резервоара за течности и 3 нагревателя. Използва се за получаването на покрития върху двумерни и тримерни обекти при прецизен контрол на дебелината и състава на слоя.  Апаратурата е разположена в бяла стая с клас на чистота 10 000 (частици с размер над 0.5 µm на кубичен фут). В помещението с площ около 40 кв.м се поддържа температура 22 градуса С и влажност 50%.
Преносимата електрохимична модулна установка SP-200 комбинира потенциостат и галваностат в един уред. Универсалният апарат има плаващ режим на измерване, аналогово филтриране, вградена калибровъчна приставка и висока електронна стабилизация. Оборудвана е със сонда за ултра нисък ток с обхват от 1 pA до 500 mA, опорно напрежение +/- 10 V и честотен диапазон от 10 μHz до 3 MHz. Служи за електролиза и електросинтез на нано- и био-технологични обекти, фотоволтаици, горивните клетки и батерии.
Лабораторната филтрираща мембранна система (MaxiMem, Prozesstechnik GmbH)  служи за екстракция и концентриране на растителни субстанции, пречистване и обезсоляване на продукти, мембранна филтрация, третиране и рециклиране на отпадъчни потоци, сепариране на топлинно и химически неустойчиви вещества в големи обеми. Всички мембранни процеси като обратна осмоза, нанофилтруване, ултрафилтрация и микрофилтрация са задвижвани от разлика в налягането.
Автоматизираната микрофлуидна системата CellASIC™ ONIX позволява визуализиране, запис и изследване в реално време на биологични клетки при постоянен контрол на потока на разтвора. Служи за анализ на жизнения цикъл на клетките, кинетичен отговор на промени в състава и концентрацията на инкубационния разтвор, клетъчна фиксация и имуно-оцветяване, 3D деконволюция, клетъчна миграция, локализация на протеинови молекули, наблюдение и запис за даден интервал от време.
Автоматизираният портативен цитометър SCEPTER 2.0 служи за клетъчно броене на обекти с диаметър от 3 до 36 µm.  За около 30 секунди се получават изображение и данни за концентрацията, средния размер, обем и разпределение на клетките.
Автоматичният спектрален елипсометър тип М2000D работи в спектралния диапазон от 195-1000 nm и при ъгъл на падащата светлина от 45° до 90°. Служи за оптично характеризиране на тънки диелектрични, полупроводникови, метални и органични слоеве и многослойни структури.
Системата PPMS-9T служи за магнитни, термични и електро-транспортни изследвания на материали с различна структура и форма (нано частици и слоеве, монокристали и обемни образци) при силни магнитни полета (до – 9Т) и температурен интервал (1,9–400 K). Електротранспортният модул служи за анализ на електричните свойства на изследвания материал. Приложеният четирисондов метод измерва ток от ~ 5 nA до 5mA, съпротивление в интервала от ~μΩ до 4MΩ, ефекта на Хол, тип и мобилност на зарядите. Термичният модул предлага възможности за определяне на топлинен капацитет и термо-електрична мощност (коефициент на Seebeck) при разделителна способност 10 nJ/K при 2 K и средна грешка при измерването 2%. Магнитометърът измерва магнитния момент при чувствителност (М~ 10-5 emu) като функция на температурата и магнитното поле.
Инсталацията Symphony 9 разполага с вакуумна камера (960 mm diameter x 1100 mm) за отлагане на тънки оптични слоеве. Получените образци се изследват в спектрофотометричната лаборатория чрез FT-IR спектрометър Vertex 70 и UV-VIS-NIR спектрофотометър Lambda 1050 в спектралния интервал от 0,2 мкм до 300 мкм.
Спектрометърът Vertex 70 дава възможност за определяне спектралните характеристики (вибрационните честоти) на повърхности, тънки слоеве, течни и прахообразни проби, кристални фонони и гигантските био-комплекси. Лабораторията е единствена в България за изследвания в терахерцовия диапазон.
Спектрофотометърът Lambdaх 1050 обхваща ултравиолетовата (UV), видимата (VIS) и близката инфрачервена (NIR) спектрални области (175 –3300 nm). Предназначен е за прецизни измервания (с разделителна способност под 0,05 nm) на оптичните характеристики на течности, светоделители, високоотразяващи, антиотразяващи, селективноотразяващи и други тънкослойни покрития върху различни видове подложки.